# Alia Janine
Alia Janine Willis Dailey (Milwaukee, Wisconsin; 12 de noviembre de 1978), más conocida como Alia Janine, es una actriz pornográfica estadounidense. Es además, licenciada en Ciencias Policiales y miembro de dos sociedades de honor nacional.

## Biografía
A sus 20 años de edad, comenzó a hacer streptease en un club para adultos. Luego decidió abandonar los escenarios. Durante ese tiempo se dedicó a estudiar lo que a ella la apasionaban: las leyes y la danza (orientándose por el género burlesque de esta última). Transcurridos 5 años decidió volver a los escenarios. A sus 30 años de edad, se mudó a Florida para asistir a una escuela de danza, donde además tuvo la oportunidad de realizar un film pornográfico en el año 2008. Debutó oficialmente como actriz en la película llamada Mamazon en 2009. A mediados de ese mismo año se trasladó a Los Ángeles para avocarse completamente a la industria del cine pornográfico. Desde entonces ha aparecido en más de 100 escenas realizadas por las compañías más importantes de dicho negocio. También ha aparecido en revistas tales como Score, Gent, D-Cup, Busty Beauties y en el libro de Lainie Speiser "Confessions of the Hundred Hottest Porn Stars" (Confecciones de las cien estrellas pornos más calientes).

## Premios
| Año  | Premiador                         | Premio                            | Resultado |
| ---- | --------------------------------- | --------------------------------- | --------- |
| 2010 | Xbiz Award Show                   | MILF of the Year                  | Nominada  |
| 2013 | Tranny Awards                     | Best Non-TS Performer of the Year | Nominada  |
| 2013 | Blog O Porn O's Model of the Year | Model of the Year                 | Ganadora  |